# Pogana
Pogana est une commune roumaine située dans le județ de Vaslui.